# Lopadostoma
Lopadostoma es un género de hongos en la familia Xylariaceae.